# Gentile di Sangro
Gentile di Sangro (Napoli, ante 1340 – Genova, dicembre 1385 o 11 gennaio 1386) è stato un cardinale italiano.

## Biografia

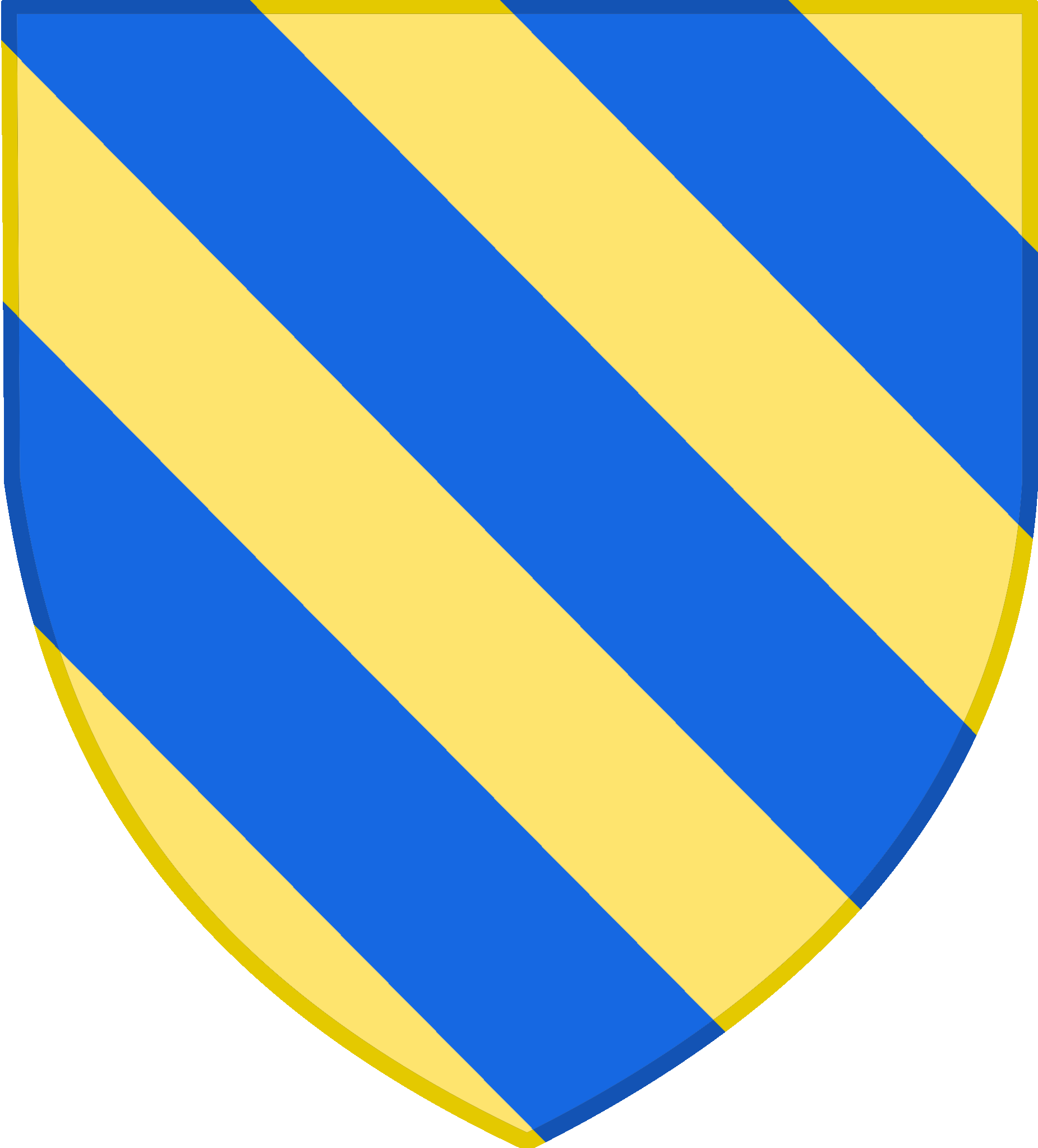
Stemma della famiglia Di Sangro

Nacque prima del 1340, forse a Napoli, anche se non vi è certezza del luogo; era il figlio cadetto di Matteo di Sangro, signore di Anversa e di altri feudi abruzzesi, e di Candola/Condinella di Barbarano. Dopo la morte del padre, avvenuta nella prima metà del 1347, fu affidato insieme con i fratelli Giovanni, Rinaldo, Nicolò e Ugone e la loro sorella, alla tutela di Gentile di Gordiano, degli zii paterni Giovanni e Tommasa, vedova di Giovanni "il Rosso" di Soliaco e suocera del conte di Manoppello Napoleone Orsini, e della madre. Un altro zio paterno, Francesco, fu vescovo di Valva dal 1343 al 1348.
Avviato alla carriera ecclesiastica, è documentato per la prima volta l'11 marzo 1369 come notaio della cancelleria pontificia e anche come arcidiacono della chiesa di Reyna, nella arcidiocesi di Siviglia. Il 6 agosto 1369 si laureò presso l'Università di Bologna in diritto canonico e fu presentato da Fernando Alvarez de Albornoz, vescovo eletto di Lisbona, e da Giovanni da Legnano, uno dei principali canonisti dell'epoca.
Dopo l'elezione di Papa Urbano VI e lo scoppio dello scisma d'Occidente, rimase fedele all'obbedienza romana e il Papa, nel suo primo concistoro, lo nominò cardinale diacono con il titolo di Sant'Adriano al Foro. Il 15 dicembre dello stesso anno, insieme con altri tre cardinali, fu membro della commissione papale incaricata di raccogliere ed esaminare la vita e i miracoli di Brigida di Svezia; nel corso del 1379 la commissione avviò il processo di canonizzazione della mistica svedese.
Nominato legato papale presso Carlo III d'Angiò-Durazzo, al tempo in lotta con la Regina Giovanna I d'Angiò per il trono del Regno di Napoli. Il 1º giugno 1381 Gentile di Sangro fu presente al giuramento di fedeltà alla Chiesa prestato nella basilica di San Pietro da Carlo III d'Angiò-Durazzo e sottoscrisse come testimone gli impegni assunti dal principe. Seguì, inoltre, Carlo nella sua impresa vittoriosa di conquista del Regno di Napoli; in particolare compito di Gentile di Sangro fu quello di riportare sotto l'obbedienza romana tutti i vari prelati meridionali che, seguendo i dettami della Regina Giovanna I, si erano schierati dalla parte dell'antipapa Clemente VII. Il 16 luglio 1381 Carlo entrò a Napoli con a fianco Gentile, il quale nei giorni successivi fece arrestare e deporre gli ecclesiastici di obbedienza avignonese e per far confiscare i loro beni, che furono ridistribuiti ai sostenitori di Papa Urbano VI e di Carlo III d'Angiò-Durazzo; le epurazioni raggiunsero il culmine nel settembre 1381, quando Gentile, alla presenza del Re e di un gran numero di baroni e di ecclesiastici napoletani, fece bruciare nella basilica di Santa Chiara le insegne cardinalizie di Giacomo da Itri e Leonardo Rossi di Giffoni, rimasti ancora legati all'obbedienza avignonese, e li costrinse ad abiurare e a riconoscere Urbano VI come Papa legittimo. Il 25 novembre 1381 a Napoli nella chiesa dell'Incoronata incoronò Margherita di Durazzo come Regina del Regno. Nel gennaio 1382 si trasferì nel castello di Anversa degli Abruzzi, feudo della sua famiglia, e portò con sé gli esponenti più in vista dell'obbedienza avignonese arrestati nei mesi precedenti: i cardinali Giacomo da Itri e Leonardo Rossi, il vescovo di Chieti Tommaso Brancaccio e Stefano Migliarisi, in precedenza reggente della Magna Curia della Vicaria durante gli ultimi anni di regno di Giovanna.
Su ordine del pontefice 13 febbraio 1382 si portò a Benevento per dirimere una questione sorta tra Francesco Prignano, nipote di Urbano VI, e Guglielmo della Leonessa, che controllava la città campana. Nel marzo successivo Urbano VI inviò a Napoli Gentile con i cardinali Bartolomeo Mezzavacca, Niccolò Caracciolo Moschino e Ludovico Donati per chiedere al Re Carlo III il rispetto degli accordi ratificati, in particolare alla concessione dei feudi promessi a Francesco Prignano. Ma la ambasceria non raggiunse nessun risultato, tanto che Gentile fu richiamato alla Corte papale e fu dimesso da legato apostolico, come si deduce da una lettera pontificia del 15 agosto 1382. Nei mesi successivi i rapporti tra Papa e Re si incrinarono sempre più, tanto che il Papa si trasferì a Napoli con la vana speranza di prendere in pugno la situazione; nel giugno 1384 si rifugiò a Nocera nel castello del Parco, in uno dei pochi feudi che erano stati effettivamente concessi al nipote Francesco. Gentile, che aveva seguito il Papa, si stava avvicinando sempre più alle posizioni del Re, che tra la fine del 1382 e l'inizio del 1383 aveva concesso al fratello del cardinale, Nicolò, il feudo di Torremaggiore, che resterà a lungo tra i possedimenti feudali della famiglia, e altri feudi sparsi tra Abruzzo, Molise e Puglia; inoltre Carlo III, accogliendo una richiesta del cardinale, aveva trasformato in burgensatici i beni feudali che lo stesso Nicolò possedeva in Aquila.
Questo clima di aperto confronto tra Papa e Re portò al complotto del cardinale Bartolomeo Mezzavacca, che cercò di esautorare il Papa per manifesta incapacità mentale e negligenza nel governo della Chiesa e affiancargli un consiglio di tutela, dopo averlo consegnato nelle mani di Villanuccio di Brunforte, capitano del Re; del complotto furono coinvolti diversi altri cardinali, compreso Gentile di Sangro. Il complotto fu rivelato dal cardinale Tommaso Orsini di Manoppello e l'11 gennaio 1385, per ordine del Papa, Francesco Prignano arrestò sei cardinali accusati di aver preso parte alla congiura: Adam Easton, Ludovico Donati, Bartolomeo da Cogorno, Giovanni da Amelia, Marino del Giudice e Gentile di Sangro furono privati delle cariche e dei beni e incarcerati in condizioni disumane. Le accuse trovarono una prima conferma nella confessione, estorta con la tortura, di Clemente da Secinaro, vescovo dell'Aquila, che era stato arrestato insieme con i cardinali e interrogato per primo. In seguito anche Gentile fu torturato per ottenere una piena confessione, che fu resa nel giro di pochi giorni e diffusa il 14 febbraio con un testo scritto, fatto preparare dal papa.
Urbano VI, ormai assediato a Nocera, riuscì a fuggire l'8 luglio grazie all'intervento delle truppe degli Orsini, portandosi appresso i prigionieri. Raggiunse prima Paestum e di lì, via mare, il 23 settembre, dopo un viaggio non privo di pericoli, raggiunse Genova, portando con sé i sei cardinali prigionieri, che furono rinchiusi nella commenda di San Giovanni di Pré, appartenente ai cavalieri giovanniti, scelta come residenza genovese dal pontefice. In tale sede, con la sola eccezione del cardinale Adam Easton, a favore del quale intervenne il Re d'Inghilterra, Riccardo II, vennero giustiziati nel dicembre 1385 (o l'11 gennaio 1386).
Nel giugno del 1386 vi fu un tentativo per la liberazione dei prigionieri, probabilmente organizzato dai cardinali Pileo da Prata e Galeotto Tarlati di Petramala, che si erano momentaneamente riavvicinati a Papa Urbano VI.
L'8 febbraio 1387 la chiesa di Sant'Angelo dei Greci, nella diocesi di Monopoli, di cui era stato commendatario, fu concessa a qualcun altro.

## Opere
- Defensorium pro Urbano adversus Clementem;
- Orationem gratulatoriam ad Carolum Regem in eiusdem inaugurationem dictam, discorso tenuto per l'insediamento di Carlo III di Napoli;
- Acta legationis suae, relazione sulla sua attività come legato apostolico.